# Land & Fritid
Land & Fritid eller DLG Service A/S er en landsdækkende dansk butikskæde med 40 butikker i Danmark. DLG Service blev etableret i 1946 og har hovedkvarter i Fredericia. Selskabet er et datterselskab til Vilofoss og der igennem en del af DLG. Butikkerne er typisk beliggende på landet og tilbyder varer til hus og have, kæledyr, landbrug og udendørsfritidsaktiviteter. Produkterne inkluderer brændsel, foder, beklædning, udstyr, værktøj, etc. DLG Service har ca. 175 ansatte og omsætter for 914 mio. kr (2023).